# Copidosomopsis nepalensis
Copidosomopsis nepalensis är en stekelart som beskrevs av Kazmi 1997. Copidosomopsis nepalensis ingår i släktet Copidosomopsis och familjen sköldlussteklar.
Artens utbredningsområde är Nepal. Inga underarter finns listade i Catalogue of Life.